# الغامدة
الغامِدة أو (نقحرة: الغاميتاس) هي بلدية في مقاطعة إشبيلية الأندلس جنوب إسبانيا . تقع على بعد 110 كيلومترات من إشبيلية.